# Pholidae
Pholidae là một họ cá trong bộ Perciformes. Chúng là các loài cá có thân hình dài, bản địa của các vùng ven biển của Đại Tây Dương, Thái Bình Dương và Bắc Băng Dương, nơi chúng sống trong các vùng nước gian triều và dưới triều và ăn các loài giáp xác và mollusca.

## Các loài
Họ này gồm 15 loài, được xếp vào 3 chi.
- Chi Apodichthys Girard, 1854
  - Penpoint gunnel, Apodichthys flavidus Girard, 1854.
  - Rockweed gunnel, Apodichthys fucorum Jordan & Gilbert, 1880.
  - Kelp gunnel, Apodichthys sanctaerosae (Gilbert & Starks, 1897).
- Chi Pholis Scopoli, 1777
  - Longfin gunnel, Pholis clemensi Rosenblatt, 1964.
  - Pholis crassispina (Temminck & Schlegel, 1845).
  - Pholis fangi (Wang & Wang, 1935).
  - Banded gunnel, Pholis fasciata (Bloch & Schneider, 1801).
  - Rock gunnel, Pholis gunnellus (Linnaeus, 1758).
  - Crescent gunnel, Pholis laeta (Cope, 1873).
  - Pholis nea Peden & Hughes, 1984.
  - Tidepool gunnel, Pholis nebulosa (Temminck & Schlegel, 1845).
  - Saddleback gunnel, Pholis ornata (Girard, 1854).
  - Pholis picta (Kner, 1868).
  - Red gunnel, Pholis schultzi Schultz, 1931.
- Chi Rhodymenichthys Jordan and Evermann, 1896
  - Stippled gunnel, Rhodymenichthys dolichogaster (Pallas, 1814).